# Доњецк-Кривојрошка Совјетска Република
Доњецк-Кривојрошка Совјетска Република (рус. Донецко-Криворожская советская республика) била је краткотрајна самопроглашена совјетска држава под контролом Совјетске Русије. Проглашена је 12. фебруара 1918. године и захтевала независност од Украјине. Дана 29. марта исте године, интервенцијом немачких снага стављена је под власт Централне Раде.
Доњецк-Кривојрошка Република претендовала је на територије јужно од Украјинске Народне Републике, које су обухватале Донбас, Харков, Дњепар, те делове Херсонске губерније. У почетку је главни град републике био Харков, али је с повлачењем Црвене армије, седиште владе премештено у Луганск.
Република је укинута на Другом свеукрајинском конгресу совјета 20. марта 1918. године, проглашењем независности Совјетске Украјине.
Током њеног постојања, није ју признала ниједна влада. Укинута је у складу с тачкама у Брест-литовским споразумом 29. марта 1918. године.